# 국제 표준 서지 기술법
국제 표준 서지 기술법(영어: International Standard Bibliographic Description, ISBD)은 국제 도서관 연맹(IFLA) 산하의 편목분과위원회에서 서지기술의 형식과 내용을 체계화하기 위해 작성한 규칙이며, 최종 개정판은 2011년 통합판이다.

## 같이 보기
- ISO 690
- 공급망 관리
- 기계가독형 목록